# Alessandro Andrei
Alessandro Andrei (Florença, 3 de janeiro de 1959) é um ex-atleta italiano, vencedor da medalha de ouro do arremesso do peso nos Jogos Olímpicos de Los Angeles em 1984. Foi vice-campeão mundial em 1987, nos Campeonatos Mundiais disputados em Roma e por oito vezes campeão de Itália de 1983 a 1986 e de 1989 a 1992).
A sua melhor marca ao ar livre, 22.91 m, foi obtida em Viareggio no dia 12 de agosto de 1987 e, na altura, constituiu um novo recorde mundial. Ainda hoje é a terceira melhor marca mundial de sempre, a seguir às do norte-americano Randy Barnes e do alemão oriental Ulf Timmermann.